# Лебідь (герб)
Ле́бідь (пол. Łabędź) — родовий герб, яким користувались понад 350 шляхетських родів Білорусі, України, Литви і Польщі.

## Історія
Найперша письмова згадка про герб датується 1326 р.
У Великому князівстві Литовському, Руському та Жемайтійському набуває поширення після Городельськой унії 1413 року.
Після підписання Городельської унії 1413 — угоди між Польським королем Владиславом ІІ Ягайлом та Великим князем Литовським, Руським та Жемайтійським Вітовтом деякі українські, литовські та білоруські бояри набували права мати свій родовий герб і зрівнювались у достоїнствах з польською шляхтою.
Так, відповідно до Городельської унії польський гербовий шляхтич Дерслав (Dersław ze Skrzynna) передавав литовсько-руському боярину Андрію Голігунту (Andrzej Goligunt) право користуватись гербом Лебідь.
Пізніше, інші українські шляхетські роди також отримали право на цей герб.
Цей герб зображений серед інших шляхетських гербів Речі Посполитої в Гербовнику Золотого Руна (Armorial équestre de la Toison d'or et de l'Europe) 1433—1435 рр.

## Опис
У червоному щиті срібний лебідь із золотими ногами і дзьобом.
Над короною зображений такий самий лебідь.
Обраблення червоне, підбите сріблом.

## Роди
Балашко (Bałaszko), Вольські, Дуніни, Дунін-Вольські, Марцінкевіч (Marcinkiewicz), Мозейко, Можейко (Mozejko, Możejko, Możeyko), Залевські (Zalewski), Збаражинські (Zbarzyński), Зборжинські (Zborzyński, Zburzyński), Жуковські (Żuchowski, Żukowski) та інші.

## Відміни

Дунін-Борковські
Билінські
Хрушцеські
Громадзькі
Шпот
Шпот I a
Шпот I b
Шпот I c
Шпот I d
Шпот I e
Шпот II
Шпот II
Шпот II a